# Le Week-end de papa
Pour plus de détails, voir Fiche technique et Distribution.
Le Week-end de papa (Father's Week End) est un court métrage d'animation américain de la série Dingo réalisé par Jack Kinney et Jack Hannah pour les studios Disney et sorti en 1953.

## Synopsis
Dingo, sous le nom de Georges Geef, tente de profiter d'un week-end de repos avec son fils en allant à la plage.

## Fiche technique
- Titre original : Father's Week End
- Titre français : Le Week-end de papa
- Autres titres[2] :
  - Finlande : Isän viikonloppu
  - Suède : Jan Långben som åke mjuk
- Série : Dingo
- Réalisation : Jack Kinney et Jack Hannah
- Scénario : Dick Kinney, Brice Mack
- Layout : Al Zinnen
- Décors : Al Dempster
- Animation[3] : Edwin Aardal, Hugh Fraser, George Nicholas, John Sibley
- Effets d'animation : George Rowley
- Musique[2]: Joseph Dubin
- Production : Walt Disney
- Société de production : Walt Disney Productions
- Société de distribution : RKO Radio Pictures
- Pays  États-Unis
- Langue : anglais
- Format d'image : Couleur (Technicolor) - 35 mm - 1,37:1 - son mono (RCA Sound System)
- Durée[3] : 6 min 38
- Dates de sortie : 
  - États-Unis : 20 juin 1953

## Distribution

### Voix originales
- Alan Reed : Narrator (le narrateur)
- Pinto Colvig : Goofy / George G. Geef (Dingo)
- June Foray : Mrs Geef (Mme Geef) / Goofy Jr. (Dingo Jr)
- Billy Bletcher : Sailor (le marin)

### Voix françaises

#### 1erdoublage (exploité dansMickey, Donald, Pluto et Dingo en vacances, 1974)
- Michel Roux : le narrateur
- Pierre Garin : Dingo alias Georges Geef
- Pierre Collet : l'homme dans le tunnel de l'amour

#### 2edoublage (1990)
- Hervé Jolly : le narrateur
- Gérard Rinaldi : Dingo alias Georges Geef
- Claude Chantal : Mme Geef
- Marine Boiron : Dingo Junior

#### 3edoublage (1997)
- Marc Bretonnière : le narrateur
- Gérard Rinaldi : Dingo alias Georges Geef
- Claude Chantal : Mme Geef
- Donald Reignoux : Dingo Junior

## Commentaires
Comme dans plusieurs courts métrages des années 1950, Dingo porte ici pour une nouvelle fois le pseudonyme de George Geef, représentant M. Toutlemonde, et est doté d'une femme et d'un enfant.